# پاوین (اکلاهما)
پاوین(به انگلیسی: Peavine) شهری در ایالت اکلاهما کشور ایالات متحده آمریکا است که جمعیت آن در سرشماری سال ۲۰۱۰ میلادی، ۴۲۳ نفر بوده‌است.